# 紅色氣球
《紅色氣球》（英語：Red Balloon）是臺灣一部2017年由真人真事改編的網路偶像劇，為野火娛樂與KKBOX旗下OTT VOD影音服務平台KKTV合作的網路電視劇，由徐韜、陳昊森、謝坤達、亮哲、吳子霏、方志友領銜主演。於2017年5月10日播出。KKTV、愛奇藝台灣站及GagaOOLala同志電影線上看於5月10日起每周三晚間10點免費看。

## 播出時間

### 網路
| 頻道         | 所在地           | 播映日期                    | 播出時間       |
| ------------ | ---------------- | --------------------------- | -------------- |
| KKTV         | 中華民國 (臺灣） | 2017年5月10日 （至6月21日） | 每周三晚間10點 |
| 愛奇藝台灣站 | 中華民國 (臺灣） | 2017年5月10日 （至6月28日） | 每周三晚間10點 |
| GagaOOLala   | 中華民國 (臺灣） | 2017年5月10日 （至6月28日） | 每周三晚間10點 |

## 演員列表

### 主要演員
| 演員           | 角色   | 介紹 | 登場集數  |
| 徐韜           | 李向晚 | 轉學新生，因和男老師發展師生戀而轉學。喜愛攝影，個性豪放的他，和之晨展開了一段同性愛戀。                                                                  | 全劇      |
| 謝坤達（成年） | 李向晚 | 轉學新生，因和男老師發展師生戀而轉學。喜愛攝影，個性豪放的他，和之晨展開了一段同性愛戀。                                                                  | 1, 3, 8   |
| 陳昊森         | 夏之晨 | 民國74年9月29日出生，是個品學兼優的好孩子，更是高中籃球隊隊長。在遇上放蕩不羈的向晚後，與向晚相戀。成年的他擁有看似完美的婚姻，但最終還是走向了離婚之路。 | 全劇      |
| 亮哲（成年）   | 夏之晨 | 民國74年9月29日出生，是個品學兼優的好孩子，更是高中籃球隊隊長。在遇上放蕩不羈的向晚後，與向晚相戀。成年的他擁有看似完美的婚姻，但最終還是走向了離婚之路。 | 1-2, 4, 8 |

### 其他演員
| 演員   | 角色   | 介紹                                                                             | 登場集數 |
| 吳子霏 | 許初晴 | 之晨高中同窗，喜歡之晨。                                                         | 2-6, 8   |
| 夏靖庭 | 夏台生 | 之晨的父親，叱吒江湖的黑道老大，也是之晨學校的董事長。                           | 2-4, 7-8 |
| 方志友 | 方若蘭 | 民國76年12月30日出生，之晨的妻子後離婚。                                         | 1, 8     |
| 湯學臣 | 江泰山 | 向晚與之晨的室友。                                                               | 2-3, 5   |
| 陳璿宇 | 許洋   | 之晨的同校同學，性別氣質較陰柔，常遭受同儕的霸凌，於第七集跳樓自殺，第八集獲救。 | 2-8      |
| 張晉豪 | 李富建 | 訓導主任                                                                         | 4-6, 8   |
| 大腫愛 | 汪大權 | 聽聞許洋遭受霸凌後，給予了許洋相關建議。                                         | 4        |
| 海產   |        | 之晨、許洋的同班同學，校園霸凌者。                                               | 2-5      |
|        | 吳志泓 | 向晚的體育老師，跟向晚發展師生戀而離職。                                         | 3-4, 6   |
| 金妮   |        | 吳志泓的妻子。                                                                   | 3        |
| 信     |        | 酒吧歌手                                                                         | 3, 8     |
| 謝文傑 |        | 酒吧服務生                                                                       | 3        |

## 網路劇歌曲
| 曲別   | 歌名           | 演唱者 | 作詞           | 作曲                   |
| 片頭曲 | 如果我能更美麗 | 高愷蔚 | 高愷蔚、余竑龍 | 梁永泰、余竑龍、高愷蔚 |
| 片尾曲 | 晚安           | 王艷薇 | 王艷薇         | 陶山、王艷薇           |
| 插曲   | Stay With Me   | 傅又宣 | 傅又宣         | 陶山                   |
| 插曲   | 框不住的愛     | 王艷薇 | 帝音           | 王艷薇                 |
| 插曲   | 幸福的模樣     | 思衛   | 游致豪         | 游致豪                 |

## 製作團隊
- 製作人：劉沿瑲、吳瑞文
- 編劇小組：陳嘉軒、劉沿瑲
- 故事：李政達
- 導演：稅成鐸
- 副導演：吳瑋潔
- 場記：蔡喬衣
- 製片組：張智鴻、游貴仁、林正平
- 外聯製片：李世章
- 通告：陳依汎
- 攝影師：余國禎、許智偉
- 攝影助理：周偉華、簡佑學、賴宇震、簡旭昇
- 燈光師：陳嘉麟、林汶駿
- 燈光助理：張心妍、黃昶清
- 場務：李豫群
- 場務助理：羅緯紳
- 美術：蒲士誠
- 美術助理：高偉智
- 梳化師：王寶慧
- 梳化助理：張瓈文
- 服裝師：蔡宜芬
- 服裝助理：張宇涵、羅宇婷
- 劇照：楊蓉
- 剪輯：Green姜叙佩、陳奕伶
- 美術設計：林晨
- 音效：嘉莉錄音工坊
- 調光：台北影業

## 獎項
| 年度 | 大獎               | 獎項                             | 作品                             | 結果 |
| ---- | ------------------ | -------------------------------- | -------------------------------- | ---- |
| 2017 | 第22屆亞洲電視大獎 | 最佳數位虛構與非虛構節目／劇集獎 | 最佳數位虛構與非虛構節目／劇集獎 | 提名 |
| 2017 | 第22屆亞洲電視大獎 | 最佳網路節目／劇集劇本獎         | 劉沿瑲、陳嘉軒                   | 提名 |

## 外部連結
- 愛奇藝線上免費看
- GagaOOLala同志電影線上看 （页面存档备份，存于）
- KKTV的Facebook專頁
- 紅色氣球的Facebook專頁